# Personaggi di Oh, mia dea!
Questa voce contiene la lista dei personaggi presenti nella serie manga Oh, mia dea! e nei relativi adattamenti ad anime e light novel.

## Principali

### Keiichi Morisato
Keiichi Morisato (森里 螢一?, Morisato Keiichi) è un universitario gentile e altruista perseguitato dalla sfortuna. Un giorno si mette per sbaglio in contatto con Belldandy che lo raggiunge ed esaudisce il suo desiderio. Da quel momento i due vivono insieme e la loro relazione si evolve col tempo trasformandoli in una vera coppia di fidanzati. Keiichi è doppiato da Masami Kikuchi (giapponese), Massimiliano Alto (italiano, OAV) e Patrizio Prata (italiano, film).

### Belldandy
Belldandy (ベルダンディー -?, Berudandī) è una dea che per contratto esaudisce il desiderio di Keiichi e rimane per sempre al suo fianco. Col tempo inizia a provare un forte sentimento per lui, ma è piuttosto impacciata e ha poca familiarità con gli usi e i costumi terrestri. Nell'edizione originale è doppiata da Kikuko Inoue, mentre in quella italiana è doppiata da Monica Ward nella serie OAV e da Debora Magnaghi nel film.

### Urd
Urd (ウルド?, Urudo), è la sorella maggiore di Belldandy ed è la seconda delle tre dee ad essere giunta sulla Terra e a rimanere a vivere con Keiichi Morisato. Il suo nome deriva da quello di Urd o Urda, una delle tre Norne, nella mitologia norrena.
Urd possiede la licenza di dea di secondo grado come la sorella minore Skuld e si occupa dell'amministrazione del sistema di Yggdrasil. Benché abbia capacità di gran lunga superiori rispetto alle sue sorelle, non ha alcuna aspirazione a diventare una dea di prima classe, poiché l'unico motivo per cui sia riuscita a diventare così forte è sempre stato quello di essere in grado di proteggere le proprie sorelle. Al contrario delle proprie sorelle con cui condivide il padre, Urd è per metà dea e metà demone: sua madre Hild, infatti, è il grande pilastro del mondo demoniaco. Questa sua caratteristica si riflette sull'aspetto del suo angelo "World of Elegance", che è per metà bianco e per metà nero e con proprietà di fuoco.
Urd giunge per la prima volta sulla Terra con l'intenzione di far progredire il rapporto creatosi tra Belldandy e Keiichi, generando il più delle volte situazioni imbarazzanti e non apportando alcun aiuto per la coppia. Proprio per questo motivo, Urd si definisce con il titolo di "dea dell'amore", anche se sembra molto più incline agli aspetti più erotici e passionali di un rapporto. Per aver abbandonato la propria postazione di lavoro e per aver abusato dei propri poteri, Urd viene in seguito quasi bandita dal Regno dei Cieli. Tuttavia, le viene successivamente concesso il permesso di rientrare, ma considerata la sua stessa natura Urd preferisce rimanere sulla Terra e vivere al tempio Nekomi, dove le sue sorelle e Keiichi l'hanno supportata a resistere agli ordini assoluti del loro capo.
Urd è la dea emblema del passato, pertanto è in grado di controllare tale aspetto del tempo. Quando c'è un'insufficienza energetica all'interno dell'Yggdrasil, deve assorbirne ausiliarmente dal sakè, di cui è ghiotta. Tale fonte di energia si rende necessaria quando Yddgrasil è guasto e quindi non può fornire l'energia necessaria alle dee per vivere sulla Terra, traendola dai suoi spiriti. Urd non sopporta l'enka a causa dei suoi ascendenti demoniaci e quando l'ascolta si addormenta quasi subito.
Urd è doppiata da Yumi Touma nella versione giapponese, mentre nelle versioni italiane è doppiata da Cinzia De Carolis (negli OAV) e da Donatella Fanfani (nel film).

### Skuld
Skuld (スクルド?, Sukurudo) è la sorella minore di Belldandy ed è la terza dea ad abitare nella casa di Keiichi. Skuld è una dea di seconda classe, tipo uno, con licenza limitata, una categoria simile a quella di sua sorella maggiore Urd. Skuld lavora come debugger per il sistema celeste di Yggdrasil. È molto competente in campo meccanico ed elettronico, ed è famosa per le sue invenzioni, il che compensa il suo scarso talento nelle arti magiche. Di fatto Skuld è in grado di costruire qualsiasi oggetto che le venga in mente, anche con poche risorse a disposizione ed è in grado di ridisegnare anche i più complessi sistemi d'ingegneria in pochissimo tempo.
Lei arriva sulla Terra, perché la vicinanza di Belldandy a Keiichi ha fatto saltare fuori numerosi bug nel sistema di Yggdrasil. Almeno questa è la scusa ufficiale che utilizza la ragazzina, dato che lei non era molto d'accordo che Belldandy vivesse con un terrestre, e perciò è voluta scendere per tenere d'occhio la situazione. In realtà Skuld è molto gelosa della sorella, e oltretutto, quando anche Urd era andata via, aveva cominciato a soffrire di solitudine. Per tale ragione anche Skuld rimane a vivere nel tempio Nekomi. L'angelo di Skuld, Noble Scarlet non è ancora del tutto sviluppato, ed è per tale ragione che i poteri di Skuld sono ancora estremamente limitati.
Skuld governa un aspetto del tempo: il futuro. Quando c'è un'insufficienza di energia in Yggdrasil, si trasforma nella sua forma futura. Ama molto il gelato che è la sua fonte di energia alternativa. Tale fonte si rende più necessaria quando Yddgrasil è guasto e quindi non può fornire l'energia necessaria alle dee per vivere sulla Terra. Il suo nome deriva da quello di Skuld, una delle tre Norne, nella mitologia norrena.
Nell'edizione originale è doppiata da Aya Hisakawa, mentre in quelle italiane da Ilaria Stagni (OAV) ed Eva Padoan (film).

## Secondari
Marller o Mara (マーラー?, Mārā)
Doppiata da Urara Takano (giapponese).
È una demone che viene liberata per errore dal suo limbo dai compagni di Keiichi. Per combattere le tre dee si vede costretta a ricorrere ad ogni trucco possibile: ad esempio possiede Megumi e scherma i poteri di Belldandy, oppure decide di attaccare direttamente Keiichi servendosi di Sayoko Mishima con la quale stipula un contratto che prevede di renderla la regina del Politecnico Nekomi in cambio di aiutarla a rispedire Belldandy nel regno celeste. Quando arriva Hild sulla Terra, diviene complice della sua frazione lasciata nel nostro mondo, per cui le due tentano di sconfiggere le dee con diverse strategie, come imprigionarle grazie ai loro desideri più nascosti, oppure cercare di trasformarle in demoni sostituendo i loro angeli con demoni servitori grazie all'Angel Eater; tuttavia ogni piano fallisce grazie alla purezza della protagonista. Ora troviamo Marller ad aiutare la frazione di Hild a sfuggire ai demoni che hanno intentato una rivolta all'inferno. Con le due dee maggiori ha in realtà un rapporto di amicizia, specie con la compagna di bevute Urd, che dura sino dall'infanzia. Però ora che lavorano su due fronti diversi, tende a dimostrare la sua presunta superiorità e per questo cerca di sfidare incessantemente le tre sorelle. Nonostante spesso si atteggia a migliore fra tutti i Demoni, non riesce quasi mai a fare il suo dovere da sola; la vediamo quindi spesso spalleggiata dal perfido dio della sfortuna Senbei, oppure in un'occasione dalle Ninja Kodama e Hikari (create da lei trasformando dei ratti).
Peorth (ペイオース?, Peiōsu)
Doppiata da Maddalena Vadacca (italiano, film).
È una dea di un'agenzia differente da quella in cui lavora Belldandy, che considera personalmente come la sua peggior rivale. Il compito di Peorth era quello di esaudire un desiderio di Keichi, ma una volta sciolto il vincolo Peorth è tornata spesso a trovare Keichi e le dee.
Megumi Morisato (森里 恵?, Morisato Megumi)
Doppiata da Yuriko Fuchizaki (giapponese).
È la sorella di Keiichi, è molto legata a lui e per non disturbare la coppia decide di vivere in un altro appartamento, sebbene poi partecipi ogni mattina alla colazione dei due. Nel corso della serie si dimostra un'ottima motociclista, proprio come il fratello, divenendo la nuova "Queen" delle corse del "Politecnico Nekomi" dopo aver sconfitto la precedente. Si dimostra molto sportiva anche su altri fronti: è capitano della squadra di Softball femminile dell'università, che rischia di sparire per lo scarso numero di membri, però accetta una sfida che la vede scontrarsi col club di baseball, con la condizione che vede il club vincente assorbire l'altro risolvendo così le dispute nate per la prenotazione del campo di gioco. Alla fine trova aiuto dal fratello, da Sora e dalle tre norne che, ciascuna con le proprie abilità (Urd tramite sex-appeal e Skuld tramite i suoi apparecchi tecnologici) riesce miracolosamente a vincere. È più aperta del fratello riguardo alle relazioni, difatti non crede nel solo amore platonico e cambia spesso ragazzo (non per colpa sua, ma della sua popolarità, che fanno sentire eclissati i suoi fidanzati). Per questo dopo l'ultimo abbandono si ubriaca e trova conforto nel fratello. Fra i due esiste infatti un profondo legame che li vede uniti nelle avversità, ma lei non disdegna di sfruttare il fratello all'occorrenza.

Toraichi Tamiya, Keiichi Morisato e Otaki Aoyama

Toraichi Tamiya (田宮 寅一?, Tamiya Toraichi)
Doppiato da Kiyoyuki Yanada (giapponese), Giuliano Santi (italiano, OAV), Riccardo Lombardo (italiano, film).
È uno dei senpai di Keiichi al club dell'università. È molto esperto di motociclette, nonché grandissimo appassionato. È molto amico di Otaki, con il quale spesso si diverte a prendere in giro Keiichi.
Hikozaemon Otaki (大滝 彦左衛門?, Otaki Hikozaemon)
Doppiato da Issei Futamata (giapponese), Neri Marcorè (italiano, OAV), Gianluca Iacono (italiano, film).
È l'altro senpai di Keiichi al club. Anche lui, come il suo grande amico Tamiya, è un appassionato di motociclismo. Adotta spesso un look da punk ed è terrorizzato dai cani.
Sora Hasegawa (長谷川 空?, Hasegawa Sora)
È l'unico membro femminile del club dei motori dell'università ed è un'amica di Keiichi e Belldandy; in molte occasioni hanno avuto la possibilità di aiutarsi a vicenda per superare delle difficoltà. È innamorata di Aoshima ma è troppo timida per dichiararsi. Successivamente gli eventi la vedono sostituta di Keiichi a capo della presidenza del club dell'automobile contro la sua stessa volontà, per cui per rifiutare è costretta ad accettare una macchinazione di Chihiro che la vede gareggiare col senpai Morisato (in realtà è solo per una promozione del suo negozio) dove dimostra le sue abilità e decide, grazie al supporto di Belldandy, di essere in grado di portare avanti il circolo senza portarlo allo scioglimento, ottenendo l'appoggio degli altri membri che, vedendola all'opera, si sono convinti che può essere un buon capo.
Toshiyuki Aoshima (青嶋 紀元?, Aoshima Toshiyuki)
È uno studente del NIT il cui scopo principale è quello di conquistare il cuore di Belldandy. Per far ciò ha già aiutato più di una volta sua cugina Sayoko nei suoi piani per dividere Keiichi da Belldandy. Fondatore dell'Aoshima Formula, club concorrente del NIT MCC, il club di Otaki e Tamiya.
Sayoko Mishima (三嶋 沙夜子?, Mishima Sayoko)
Autoproclamatasi "Regina" del NIT, è la ragazza a cui ogni studente ha chiesto almeno una volta un appuntamento, fino al momento in cui si è trasferita Belldandy. Sente che la sua posizione di "Regina" è in pericolo e quindi prende subito in antipatia la Dea a cui cerca di strappare Keiichi.
Chihiro Fujimi (藤見 千尋?, Fujimi Chihiro)
È il fondatore oltre che primo direttore del club del motore dell'istituto Nekomi. È un meccanico altamente qualificato ed un'ottima pilota. Sia Tamiya che Otaki hanno sempre avuto un debole per lei.
Banpei-kun RX (ばんぺいくんRX?, Banpei-kun āru ekkusu)
È il guardiano meccanico del tempio dove vivono Keichi e le dee, costruito da Skuld. Ha un aspetto un po' buffo, ma è molto efficace nelle sue mansioni di guardiano e maggiordomo.
Gan-chan (聖?) / Mitsuo Iwata
È il ratto protagonista insieme alle dee della serie Aa! Megami-sama: Chicchaitte koto wa benri da ne. Gan-chan è ipersensibile e facilmente eccitabile, e a causa della sua natura viene spesso preso in giro da Skuld e Urd. Ovviamente a loro, Gan preferisce la compagnia di Belldandy.
Welspar
Compare solo nel manga, ed è il demone con cui Belldandy è in Duplex. Questo è uno status imposto a demoni e divinità di simili poteri che impedisce l'uccisione dei componenti delle rispettive stirpi proprio perché, una volta finito il rito, viene cancellata la memoria inerente ad esso. Le vite dei due sono così legate, per cui se l'uno muore, morirà anche l'altro, perciò si limita il numero di assassini per evitare di uccidere sé stessi od i propri amici. Egli però si ricorda di Belldandy a causa di una maledizione invocata su sé stesso: gli permette di mantenere la memoria al prezzo di rimanere bloccato all'età del rito con Belldandy. Per questo va sulla Terra e cerca il contatto con lei; i suoi poteri sono diventati troppo grandi da sopportare per un corpo poco sviluppato come il suo, perciò vuole bloccare il tempo poco prima che ciò accada (lancia un virus su Yggdrasil proprio per questo). Mentre Urd e Skuld sono impegnate a debellarlo, Welspar trascorre i suoi ultimi giorni con Belldandy, cercando di farle tornare la memoria perché la condizione imposta per la rottura della maledizione è la pronuncia da parte della dea, del suo nome; che però non riesce a ricordare. I due sono sempre più deboli man mano che il tempo sta per scadere, e Keiichi accortosi di troppi indizi circa la natura del demone lo smaschera, rischiando di venire ucciso. È Peitho a salvarlo, giunta all'ultimo momento dopo essersi curata in seguito alla battaglia avuta precedentemente con Welspar; ma questi la rende inerme riportando indietro il suo orologio biologico fino a farla tornare una dea bambina. Lancia lo stesso incantesimo anche su Keiichi ma Belldandy lo protegge impedendo il suo tempo faccia ritorno ad uno stadio in cui lui ancora non esisteva. Lei quindi ritorna una bambina come Peitho, ma ora, essendo ai tempi del rito del Duplex, riesce a ricordare il nome del demone, che così diventa adulto mentre il virus si disattiva. In seguito viene punito per aver contaminato il sistema di controllo paradisiaco, costretto a reincarnarsi in una forma di vita inferiore con la sua coscienza quasi del tutto sopita, ma almeno ottiene che lo mandino nel luogo terrestre da lui predisposto. Si reincarna perciò in un gatto, preservando quindi l'entità del Duplex con una Belldandy adulta che lo ha di nuovo dimenticato per il patto. Tutti a parte la dea si accorgono che però lui non ha perso affatto la sua memoria ma anzi, che ha persino conservato pochi dei suoi vecchi poteri, infatti ha di nuovo lanciato una maledizione su di sé per farlo, con il prezzo però di reincarnarsi non in gatto maschio, ma in una femmina.
Il suo aiuto è fondamentale a Belldandy, che, non riuscendo più a sostenere il peso di entità angeliche dopo l'arrivo di Lind, (anche per l'incompatibilità demoniaca) cede il suo demone servitore a Welspar, che però assume un pelo a macchie bianche. Per tornare normale completa il rito di trasferimento dando un nome al suo Tsukaima, ovvero "Die Wespe der Blauen Lanze" (ovvero "The Wasp of the Blue Lance"). Il suo carattere è infido, è senza scrupoli e si rivela essere uno dei demoni più efficienti (nonché veloci, grazie alla sua scopa meccanica requisita poi da Hild) dell'intero regno demoniaco. L'amore per Belldandy lo porta ad azioni estreme, mostrandolo molto determinato, ma per il momento si è rassegnato a vivere la sua placida esistenza nella sua forma di gatto.